# Lavsnabblöpare
Lavsnabblöpare (Philodromus poecilus) är en spindelart som först beskrevs av Tord Tamerlan Teodor Thorell 1872.  Lavsnabblöpare ingår i släktet Philodromus och familjen snabblöparspindlar. Enligt den finländska rödlistan är arten nära hotad i Finland. Enligt den svenska rödlistan är arten sårbar i Sverige. Arten förekommer i Götaland, Svealand och Nedre Norrland. Artens livsmiljö är skogar. Inga underarter finns listade i Catalogue of Life.